# Zanddijk
Zanddijk (Zeeuws: Zanddiek) is een gehucht in de gemeente Veere, in de Nederlandse provincie Zeeland. Het ligt ten zuiden van het stadje Veere, buiten de omwalling, maar wordt meestal als wijk daarvan aangemerkt. Tot de herindeling van 1966 was Zanddijk verdeeld tussen de gemeenten Veere en Vrouwenpolder. Het Veerse deel heette Zanddijk-Binnen, terwijl Zanddijk-Buiten bij Vrouwenpolder hoorde.

## Geschiedenis
Zanddijk is ouder dan Veere zelf. De eerste vermelding dateert van 1134. Rond 1250 bouwde het adellijke geslacht Van Borssele nabij Zanddijk het later verdwenen kasteel Sandenburch. Wolfert I van Borselen stichtte in de tweede helft van de dertiende eeuw het plaatsje Veere als haven van Zanddijk. Vanaf de veertiende eeuw overvleugelde Veere Zanddijk, dat ook zijn kerkelijke zelfstandigheid verloor. 
Zanddijk is van oorsprong een ring- of kerkringdorp. Het dorp ligt op een hogere kreekrug waardoor de kans op overstroming kleiner is. Centraal ligt de kerk en de begraafplaats en daaromheen staan de huizen. De straat die hierom ligt, heet in Zanddijk Kerkhofring. De meeste andere dorpsstraten komen op deze ring uit.
Het schip van de kerk van Zanddijk is omstreeks 1573 verwoest toen de Geuzen en de Spanjaarden elkaar op het Walcherse platteland bevochten. Met de stenen van de verwoeste kerk werd rond 1585 het Oranjebolwerk in de stad Veere verstevigd. De kerktoren werd pas in de Franse tijd gesloopt, waardoor alleen het kerkhof nog resteert.
Bij Zanddijk heeft ook het kasteel Sandenburgh gestaan. Dit kasteel ging in 1505 voor het grootste deel in vlammen op.
De eerste dorpsuitbreiding van Zanddijk vond plaats aan de zuidzijde en later in noordoostelijke richting. Langs de Sandenburghlaan is de woonbuurt Zanddijk Oost gerealiseerd. Ten oosten hiervan is de dijk van het Kanaal door Walcheren die omstreeks 1870 werd gegraven.

## Wapen

Er is van Zanddijk een wapen bekend: "Een gevierendeeld schild; het eerste en vierde van zilver, met drie golvende faces van azuur, het hoofd van keel; het tweede en derde van zilver met een zwaard van sabel; op het midden van het geheel een schild van sabel, met een fasce van zilver."
Steden: Domburg · Veere · Westkapelle

Dorpen: Aagtekerke · Biggekerke · Dishoek · Gapinge · Grijpskerke · Koudekerke · Meliskerke · Oostkapelle · Serooskerke · Vrouwenpolder · Zoutelande

Buurtschappen: Boudewijnskerke · Buttinge · Groot Valkenisse · Hoogelande · Krommenhoeke · Mariekerke · Molembaix · Molenperk · Pitteperk · Poppendamme · Schellach (deels) · Sint-Jan ten Heere · Sint Janskerke

(Voormalige) gehuchten: Geldtienden · Klein Valkenisse · Poppekerke · Rijnsburg · Snabbeldorp · Werendijke · Woitkensdorp · Zanddijk

Zeeland: Steden en dorpen in Zeeland      Nederland: Provincies · Gemeenten